# Система плей-офф Пейджа
Плей-офф Пейджа — формат плей-офф, используемый главным образом в софтболе и кёрлинге на уровне чемпионатов. Команды распределяются по результатам кругового турнира, и для определения победителя турнира четыре лучшие команды играют турнир по олимпийской системе с выбыванием после одного и двух поражений. Он соответствует плей-офф Макинтайра для четырёх команд, который впервые был применён Викторианской футбольной лигой в Австралии в 1931 году и изначально назывался системой Пейджа-Макинтайра, по имени делегата Викторианской футбольной лиги, секретаря клуба по австралийскому футболу «Ричмонд», Перси «Пипа» Пейджа, который пропагандировал его использование. Он использовался в этой лиге до 1971.

## История
Плей-офф Пейджа использовалась в чемпионате Австралии по регбилиг с 1954 по 1972 год.
С 1990 года система используется на чемпионатах мира по софтболу, с 1996 по 2008 год также использовалась на Олимпийских играх.
В кёрлинге впервые был использован Канадской ассоциацией кёрлинга на Брайере (чемпионате Канады) 1995 года, мужском турнире, а в следующем году был введён на Турнире Хартс, женском турнире. Он получил признание и в 2005 году его начали использовать на чемпионате мира по кёрлингу, но он ещё не был принят на Олимпийских играх.
Этот формат используется в Индийской премьер-лиге по крикету с 2011 года.

## Формат
Для этой системы требуется, чтобы команды были распределены каким-либо образом, при этом две лучшие команды имеют преимущество над следующими двумя. Оно достигается по результатам кругового турнира, после которого выбывают все команды, кроме четырёх лучших.

### Круговой турнир
Используется стандартный круговой турнир, в котором каждая команда играет с каждой один раз. Из-за того что общее число игр возрастает квадратично с увеличением числа команд, составление расписания для слишком большого числа команд приведёт к большому числу игр, особенно когда число игровых площадок ограничено (катки обычно имеют только четыре дорожки). Следовательно, число команд обычно ограничивается до двенадцати; если это невозможно или нежелательно, команды могут быть разделены на группы, которые играют отдельные круговые турниры, либо лучшие команды совмещают систему плей-офф Пейджа или играют с отдельными командами в каждой группе, а победители затем играют друг с другом.

### Система плей-офф Пейджа
Система была изобретена в Австралии в начале 1930-х годов и вскоре после этого была принята Викторианской футбольной лигой (сейчас известной как Австралийская футбольная лига). Четыре лучшие команды выходят в плей-офф, который состоит из трёх раундов, в каждом из которых выбывает по одной команде.
Формат соревнования имеет следующий вид:
- В игре №1 друг с другом играют команды, занявшие третье и четвёртое места; проигравший выбывает.
- В игре №2 друг с другом играют команды, занявшие первое и второе места; победитель попадает напрямую в финал.
- В игре №3 победитель игры №1 играет против команды, проигравшей в игре №2; проигравший выбывает.
- В игре №4 (в финале) играют победители игр №2 и №3.

Эта система даёт двум лучшим командам второй шанс, то есть, они могут проиграть свою первую игру и иметь возможность бороться за титул, создавая похожий, хоть и не такой же, эффект в системе с выбыванием после двух поражений. Это даёт двум лучшим командам значительное преимущество над следующими двумя, так как, командам, занявшим третье или четвёртое место, надо выиграть на одну игру больше, чем командам, занявшим первое или второе, а также побеждает все остальные команды в плей-офф. Например, за 12 лет на Брайере, 12 лет на Турнире Хартс и один год на чемпионате мира, только трижды, на Турнире Хартс в 2000, 2008 и 2009 годах третья или четвёртая команды выигрывали турнир. Кроме того, в любой паре команда, занявшая более высокое место (которой, в конечном счёте, автоматически становится команда, выигравшая игру №2), обеспечит себе дополнительное преимущество; в случае с кёрлингом, где команды редко проводят национальные или международные турниры на своём домашнем льду, преимущество заключается в том, что команда, занявшая первое место, получает «право последнего броска» в первом «энде», которое является разумным преимуществом между сравнимыми по силе командами.
На чемпионате мира по кёрлингу среди женщин 2008 года к формату была добавлена игра №5: матч за бронзовую медаль, в котором играли команды, не попавшие в финал. Ранее «бронза» автоматически присуждалась команде, проигравшей игру №3. Она также была введена на национальном уровне на Турнире Хартс и в Брайере в 2011 году.

#### Название игр
В Австралии игры №1 и №2 известны как полуфиналы; игра №3 называется предварительным финалом, а игра №4, финальная, как гранд-финал. Чтобы отличить два полуфинала, которые различаются по природе, матч между 3-й и 4-й командами называется первым полуфиналом или малым полуфиналом, а матч между 1-й и 2-й командами также известен как второй полуфинал или большой полуфинал.
В Канаде игры №1 и №2 обычно называются Плей-офф Пейджа; игра №3 называется полуфиналом, а финал так и называют финалом. Однако, некоторые источники, чтобы различить игру №1 и №2, называют Плей-офф Пейджа только игру №2, тогда как игру №1 называют четвертьфиналом.

#### Примеры
Плей-офф Викторианской футбольной лиги 1931
Впервые система была использована в Австралии в 1931 году, после того как её приняла Викторианская футбольная лига. По результатам регулярного сезона Джилонг завоевал малое чемпионство, опередив Ричмонд, Карлтон и Коллингвуд. Финальная часть выглядела следующим образом:
|  | Полуфиналы | Полуфиналы | Полуфиналы  |            |  | Предварительный финал | Предварительный финал | Предварительный финал |  |   | Гранд-финал | Гранд-финал | Гранд-финал |
|  |            |            |             |            |  |                       |                       |                       |  |   |             |             |             |
|  | 1          | Джилонг    | 10.6 (66)   |            |  |                       |                       |                       |  |   |             |             |             |
|  | 2          | Ричмонд    | 15.9 (99)   |            |  |                       |                       |                       |  |   | 2           | Ричмонд     | 7.6 (48)    |
|  |            |            |             |            |  | 1                     | Джилонг               | 11.17 (83)            |  | 1 | Джилонг     | 9.14 (68)   |             |
|  |            | 3          | Карлтон     | 11.11 (77) |  |                       |                       |                       |  |   |             |             |             |
|  | 3          | Карлтон    | 20.10 (130) |            |  |                       |                       |                       |  |   |             |             |             |
|  | 4          | Коллингвуд | 5.12 (42)   |            |  |                       |                       |                       |  |   |             |             |             |

Результаты плей-офф Пейджа на чемпионате Канады по кёрлингу среди мужчин 2004 года:
|  | Плей-офф Пейджа | Плей-офф Пейджа         | Плей-офф Пейджа     |   |  | Полуфинал | Полуфинал       | Полуфинал |  |   | Финал           | Финал    | Финал |
|  |                 |                         |                     |   |  |           |                 |           |  |   |                 |          |       |
|  | 1               | Новая Шотландия         | 6                   |   |  |           |                 |           |  |   |                 |          |       |
|  | 2               | Альберта                | 10                  |   |  |           |                 |           |  |   | 2               | Альберта | 9     |
|  |                 |                         |                     |   |  | 1         | Новая Шотландия | 7         |  | 1 | Новая Шотландия | 10       |       |
|  |                 | 4                       | Британская Колумбия | 4 |  |           |                 |           |  |   |                 |          |       |
|  | 3               | Ньюфаундленд и Лабрадор | 5                   |   |  |           |                 |           |  |   |                 |          |       |
|  | 4               | Британская Колумбия     | 7                   |   |  |           |                 |           |  |   |                 |          |       |

Плей-офф Пейджа с матчем за 3-е место на чемпионате Канады по кёрлингу среди женщин 2011 года.
|  | Плей-офф Пейджа | Плей-офф Пейджа | Плей-офф Пейджа |   |  | Полуфинал | Полуфинал  | Полуфинал |  |   | Финал      | Финал  | Финал |
|  |                 |                 |                 |   |  |           |            |           |  |   |            |        |       |
|  | 1               | Саскачеван      | 9               |   |  |           |            |           |  |   |            |        |       |
|  | 2               | Канада          | 10              |   |  |           |            |           |  |   | 2          | Канада | 7     |
|  |                 |                 |                 |   |  | 1         | Саскачеван | 7         |  | 1 | Саскачеван | 8      |       |
|  |                 | 3               | Онтарио         | 5 |  |           |            |           |  |   |            |        |       |
|  | 3               | Онтарио         | 13              |   |  |           |            |           |  |   |            |        |       |
|  | 4               | Новая Шотландия | 5               |   |  |           |            |           |  |   |            |        |       |

|  | Матч за 3-е место |                 |                 |                 |                 |                 |                 |                 |                 |   |
|  |                   |                 |                 |                 |                 |                 |                 |                 |                 |   |
|  | 4                 | Новая Шотландия | Новая Шотландия | Новая Шотландия | Новая Шотландия | Новая Шотландия | Новая Шотландия | Новая Шотландия | Новая Шотландия | 9 |
|  | 4                 | Новая Шотландия | Новая Шотландия | Новая Шотландия | Новая Шотландия | Новая Шотландия | Новая Шотландия | Новая Шотландия | Новая Шотландия | 9 |
|  | 3                 | Онтарио         | Онтарио         | Онтарио         | Онтарио         | Онтарио         | Онтарио         | Онтарио         | Онтарио         | 7 |
|  | 3                 | Онтарио         | Онтарио         | Онтарио         | Онтарио         | Онтарио         | Онтарио         | Онтарио         | Онтарио         | 7 |

## Реакция
Игроки и болельщики по-разному воспринимают систему. Она нравится телевещателям, так как имеет на одну игру больше, чем олимпийская система.